# 샌디에고 제스트 FC
샌디에고 제스트 FC(영어: San Diego Zest FC)는 미국 캘리포니아주 주 샌디에고에 위치한 축구단이다. 이 클럽은 2016년에 설립되었으며 일본 소유의 스포츠 관리 회사인 San Diego Sports Authority 에서 소유하고 운영한다. USL 리그 2 에서 LA Galaxy SD Zest 로 참가하며 제임슨 메디슨 고등학교의 George Hoagland Stadium에서 홈 경기를 치른다. 팀의 주 색상은 주황색과 네이비이다.